# Георгије, Герасим от Бечкеречки
Георгије, Герасим от Бечкеречки (Велики Бечкерек, 1775 —  Гргетег, 1827) био је калуђер, филозоф и књижевник из Великог Бечкерека.

## Биографија
Рођен је у Великом Бечкереку 1775. године као Георгије, у учитељској породици. 
Када се касније замонашио (пре 1819.) у манастиру Гргетегу, постао је православни калуђер, јеромонах Герасим, по Шафарику. Подвизао се наводно по фрушкогорским манастирима, понајвише у Гргетегу. Потписивао се са предикатом "от Бечкереки" (von Becskereki). Бавио се превођењем са немачког језика и књижевношћу. Сарађивао је са новосадским издавачем Дамјаном Стефановићем Каулицијем. Потписивао се само иницијалима: Г. от Б.
Објавио је 1804. године у Будиму превод на српски језик, немачке књиге о здрављу човека. Аутор књиге Хуфеланд, Кристоф Вилхелм био је професор "лекарске струке" у немачком граду Јени. Радило се о наслову: Художество къ продолженію живота человěческаго / отъ Хрістофора Вілхелмъ Хуфеландъ... ; Съ Нěмецкаго же на Славено-Сербскїй Дїалектъ сокращено и просто преведено чрезъ Г. отъ Б. 1804 Лěта.
Две године касније, 1809. објавио је у Будиму једно филозофско дело, такође преведено са немачког језика: Філософіческа наука / преведенна съ Нěмецкогъ Езыка Георгіемъ отъ Бечкерекій.
Приписује му се као аутору и Каулицијев "вечити календар": Рожданик или чудноватиј витао среће..., Будим издања 1822 и 1824.